# 渡辺宏 (東京ガス)
渡辺 宏（わたなべ　ひろし、1923年（大正12年）10月3日 - 2005年（平成17年）9月27日）は、日本の実業家。東京都出身。東京ガス元社長。
1945年早稲田大学商学部卒業後、東京瓦斯入社。取締役常務、専務などを経て、1981年7月村上武雄社長の在任死去に伴い社長に就任。社団法人日本ガス協会会長、東京商工会議所副会頭などを務めた。